# Yara (Cuba)
Pour les articles homonymes, voir Yara.
Yara est une ville et une municipalité de Cuba dans la province de Granma.

## Géographie

### Situation
Yara est dans le sud-est de l'île de Cuba, dans la plaine entre la Sierra Maestra au sud et le golfe de Guacanayabo au nord-ouest. Par route elle se trouve à
759 km au sud-est de La Havane,
47 km ouest-sud-ouest de Bayamo sa capitale de province,
et 171 km au nord-ouest de Santiago de Cuba, la principale ville du sud de l'île,.
La ville est arrosée par le fleuve Yara, qui se déverse dans le golfe de Guacanayabo à une dizaine de kilomètres au nord de Manzanillo après avoir alimenté un marais côtier.

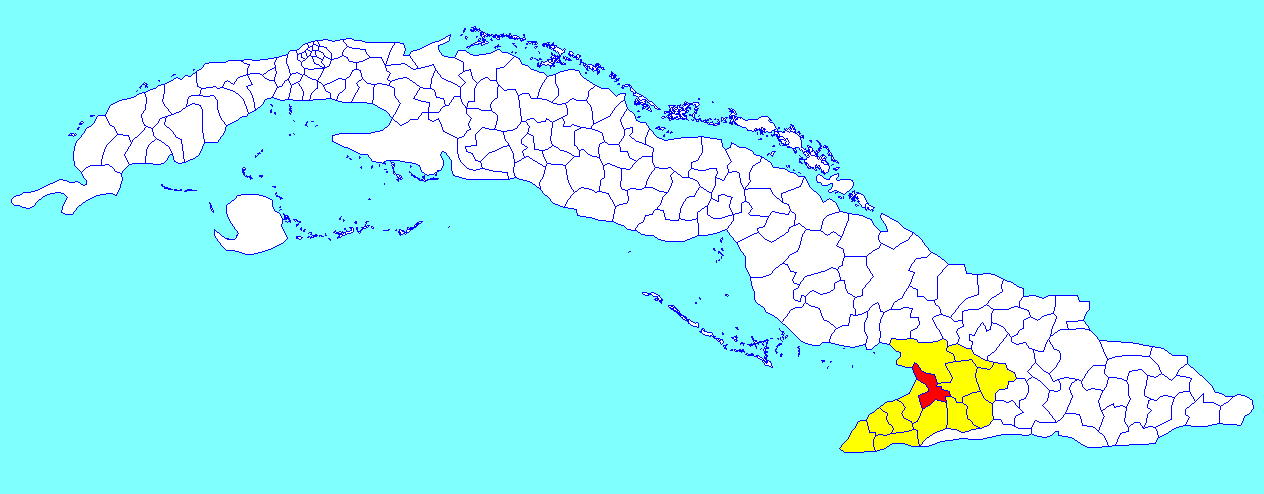
Municipalité de Yara dans la province de Granma

### Divisions administratives

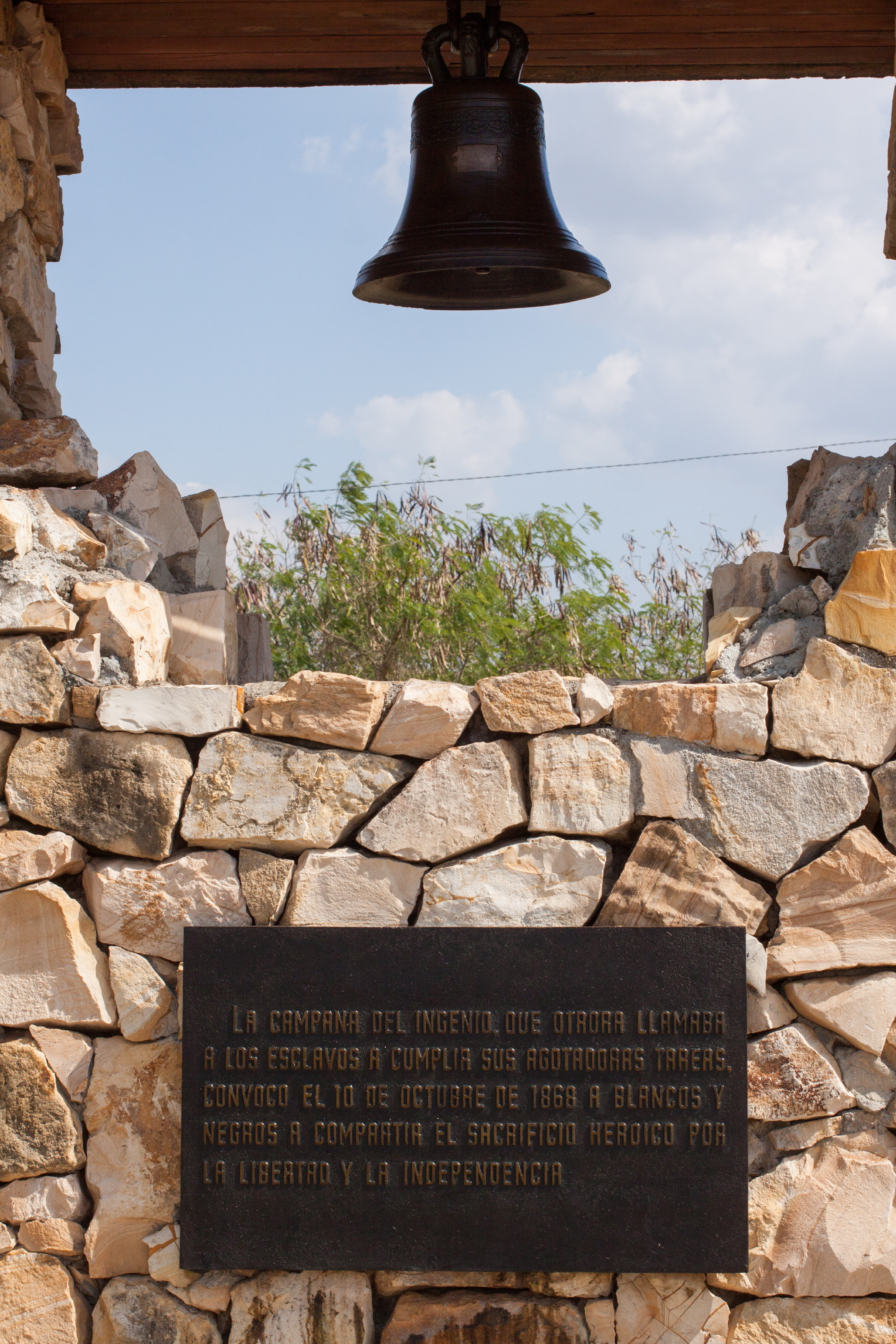
La cloche du ' à La Demajagua

Yara a 12 consejos populares :
- Yara Norte
- Cayo Redondo
- Yara Sur
- Paquito Rosales
- Veguita
- Los Cayos
- Sofía
- El Espino
- José Martí
- Las Caobas
- Mateo Romás
- Buey de Gallego

## Population
En 2022 la population de la municipalité est estimée à 53 818 habitants. Pour une surface de 560,3 km2, la densité est de 96,06 habitants/km².

## Histoire
La ville est connue pour le Cri de Yara (es) (El Grito de Yara), première tentative d'indépendance du pays le 10 octobre 1868 au début de la guerre des Dix Ans.

## Personnalités liées à Yara
- Hatuey, chef taïno, mort à Yara en 1512.
- Huber Matos, figure de la révolution cubaine, né à Yara en 1918 et mort en 2014.
- Harry Villegas (1940-2019), militaire cubain.